# 레주노
레주노는 이탈리아 롬바르디아주 바레세도에 있는 도시이자 코무네이다.
이곳은 칼리아리와 이탈리아의 축구 선수인 루이지 리바의 고향이다. 위대한 이탈리아 오페라 테너 주세페 보르가티는 1950년 은퇴 후 이곳에서 사망했다.

## 주요 볼거리
레노의 프라치오네는 마조레호를 굽어보는 산타 카테리나 델 사소 은둔지의 본고장이다. 지역 전통에 따르면 이곳은 12세기로 거슬러 올라가며 은둔자 알베르토 베소치에 의해 설립되었다고 한다. 비록 여전히 수도원으로 사용되고 있지만, 주로 관광 명소이자 순례지로 사용된다.